# Yuki Matsubara
Yuki Matsubara (født 5. september 1988) er en japansk fodboldspiller, som spiller for den japanske fodboldklub AC Nagano Parceiro.